# Lipno (województwo zachodniopomorskie)
Lipno (do 1945 niem. Neu Liepenfier) – wieś w Polsce położona w województwie zachodniopomorskim, w powiecie świdwińskim, w gminie Połczyn-Zdrój.
W latach 1975–1998 miejscowość administracyjnie należała do województwa koszalińskiego.
W 1959 r. wieś wyłączono z powiatu drawskiego (gromada Nowe Worowo) do powiatu świdwińskiego (gromada Toporzyk).